# قادوح
القادوح أو عنز الماء  أو فنفر هو جنس أسماك بحرية من الفصيلة القادوحية.

## الأنواع
يوجد حاليًا 4 أنواع معترف بها في جنس القادوح:
- قادوح رمادي، سمّاه يوهان فريدريش غملين، 1789.
- Balistes polylepis Steindachner, 1876 (Finescale triggerfish)
- قادوح مرقط بالأزرق، سمّاه يوهان فريدريش غملين، 1789.
- Balistes vetula كارولوس لينيوس، 1758 (Queen triggerfish)